# Palencia
Ne doit pas être confondu avec Valencia.
Pour les articles homonymes, voir Palencia (homonymie).
Palencia est une ville d’Espagne, capitale de la province de Palencia, communauté autonome de Castille-et-León. Elle est située dans la plaine de Tierra de Campos (Campi Gothorum), sur la rivière Carrión, à l'altitude de 749 m et à 235 km de Madrid. En 2020, elle comptait 78 144 habitants sur une superficie de 94,71 km2. Les cérémonies qui se déroulent pendant la Semaine Sainte à Palencia sont fameuses.

## Géographie
Palencia se trouve dans la zone nord du plateau central espagnol. Elle se situe dans la vallée de la rivière Carrión près de sa confluence avec le Pisuerga. Le Carrión traverse la ville du nord au sud en formant quatre îles dont deux de grande taille, l'île Dos Aguas et l'île du Sotillo et deux autres de plus petite taille. La rivière, d'un débit généralement modéré et constant toute l'année, se sépare en trois bras à l'entrée de la ville, formant l'île du Sotillo et une autre île plus petite, toutes deux occupées par un parc appelé El Sotillo de los Canónigos (Le Sotillo des chanoines).
La rivière retrouve ensuite un lit unique là où fut construit au XVIe siècle le Puente Mayor (Le Grand Pont), puis se sépare à nouveau en deux bras qui forment l'île principale (Isla Dos Aguas) dont la partie septentrionale héberge un grand parc et la partie méridionale un centre sportif et un golf. Au bout de l'île, on trouve un dernier petit ilot. La rivière retrouve un lit unique en sortant de Palencia. Deux coteaux dominent la ville au nord-est. Le plus proche du centre-ville est surmonté de l'image colossale du Sacré-Cœur de Jésus de Palencia, le Christ du Tertre qui domine la ville.
Palencia dispose d'une forêt de 1 438 hectares de chênes et de yeuses située à 6 km de distance. Les habitants l'appellent « Monte el Viejo » (Bois le Vieux). Ce parc, qui est un lieu de loisirs pour la population, est accessible également par une piste cyclable. La végétation y est formée, dans la partie la plus élevée et la plus sèche, de yeuses et de quelques chênes et, à mesure que l'on perd de l'altitude, elle devient de plus en plus verte, avec des chênes et des peupliers. On trouve dans la forêt une zone clôturée importante dans laquelle habitent des cerfs autochtones qui peuvent être nourris par les visiteurs. Outre cette réserve animalière, le Monte el Viejo dispose de nombreuses installations : parcours sportifs simples et complexes, les piscines municipales du Bois, un bar et un restaurant, un refuge et les deux Casa Pequeña et Casa Grande (Petite et Grande Maison) qui est une auberge du XVIe siècle.
Aux alentours de la ville, les cultures parsemées de bosquets de peupliers, de chênes et d'yeuses forment la végétation la plus fréquente.
Palencia n'est pas traversée par le Canal de Castille mais un bras dénommé la Darse du Canal s'enfonce dans les environs de la ville. Ce bras était utilisé pour les marchandises mais l'arrivée du chemin de fer l'a rendu inutile. Sur ses rives, il est question d'y installer un musée de l'eau pour le tourisme.
Le territoire communal de Palencia comprend également la localité de Paredes de Monte.

## Démographie
La population de la ville est passée de 78 800 habitants en 1996 à 78 892 personnes en 2017, dont 37 207 hommes et 41 685 femmes. L'accroissement annuel a été de 1,01 % pendant la période 2005 - 2006, ce qui a constitué une des rares exceptions de la province qui perd des habitants. Historiquement, elle a été un centre d'immigration intérieure, surtout pendant les décennies 1950 - 1970, recevant un exode rural, dans la mesure où elle possède une industrie plus active et plus dynamique que dans les contrées environnantes de la Tierra de Campos ou bien d'El Cerrato.

## Histoire

### Antiquité
Rome. Les origines historiques de la ville restent incertaines, mais l'archéologie a permis de constater qu'il y avait, sur le lieu de la ville actuelle, des établissements pré-romains. La peuplade qui l'occupa fut celle des Vaccéens, la plus cultivée des tribus celtibères, agraire et avec une organisation militaire puissante.
L'établissement celtibère fortifié reçut le nom de Pallantia (Παλλαντία), cité par Strabon et Ptolémée et les Romains, qui peut trouver son origine à partir de la racine celtique pala, « plaine ». C'était la capitale des Vaccéens, bien que Strabon l'ait attribuée incorrectement aux Arevaces. Pour la soumettre, la ville fut affamée au IIe siècle av. J.-C. et incorporée à la province romaine de Tarraconaise (Hispania Tarraconensis), dans la juridiction de Clunia. Petite cité active de garnison romaine, elle était insignifiante comparée aux villas romaines de l'Antiquité tardive présentes sur le territoire environnant. Les archéologues ont découvert des restes de villas romaines à La Olmeda et à la « Quintanilla de la Cueza », avec des fragments de sols en mosaïque particulièrement raffinée. Selon le chroniqueur galicien du Ve siècle Idace de Chaves, la ville de Palencia fut pratiquement détruite en 457 pendant les guerres entre les Wisigoths et les Suèves : la date tombe pendant le règne de Théodoric II, dont le centre du pouvoir résidait dans le nord-est lointain de l'Aquitaine. Quand les Wisigoths conquirent le territoire, ils conservèrent le système des villas rurales romaines en installant les Campos Góticos (Campi Gothorum).
Les évêques. Dans la cité elle-même, un évêché catholique fut fondé au IIIe siècle, voire plus tôt si l'évêque était bien au nombre de ceux qui déposèrent au IIIe siècle l'évêque d'Astorga, Basilides. Avec la venue du pouvoir wisigothique, les Ariens et les Catholiques se disputèrent l'évêché de Palencia. L'hérésie ascétique de Priscillien, née en Galice, s'étendit sur la Tierra de Campos, gouvernée par les Wisigoths ariens, et fut combattue par Toribius, évêque d'Astorga. Maurila, un évêque arien installé à Palencia par Léovigild, suivit la conversion du roi Récarède Ier au catholicisme (587), et en 589, il participa au IIIe Concile de Tolède. L'évêque Conantius, biographe de Saint Ildefonse, assista aux synodes et aux conciles tenus à Tolède et composa de la musique et un livre de prières à partir des Psaumes. Il dirigea la chaire épiscopale pendant plus de trente ans et eut pour disciple Fructuosus de Braga.
Les Maures. À l'arrivée des Maures au début du VIIIe siècle, la résistance se fragmenta entre les évêques qui contrôlaient les petites villes fortifiées et les propriétaires territoriaux dans leurs villas également fortifiées. Une résistance concertée ne semble pas avoir été effective et la défense fragmentée vit se rendre villa après villa. Palencia était sans importance : les écrivains maures ne citent la ville frontière qu'une seule fois dans la division des provinces avant la dynastie omeyyade. Le diocèse de Palencia n'était qu'un nom — un "siège titulaire"— jusqu'à ce que Froila, Comte de Villafruela, réussit à reprendre le territoire de l'évêché en 921, mais celui qui rétablit réellement le pouvoir chrétien fut Sanche III, roi de Navarre. Ce fut à Palencia que le Cid épousa Chimène in 1074.
L'évêché restauré. Le premier prélat du siège après sa restauration (1035) fut, dit-on, Bernardo, à qui Sanche III confia le pouvoir vassalique sur la ville et son territoire, incluant les châteaux et les quelques abbayes. Bernardo était d'origine française ou navarraise et se consacra à la reconstruction de la cathédrale originelle, bâtie au-dessus de la crypte du saint local Antolín (Antoninus - Saint Antonin de Pamiers), le saint patron de Palencia, qui n'est vénéré qu'à cet endroit, lors des Ferias de septembre. La cathédrale fut reconstruite à nouveau trois siècles plus tard. Ses trésors principaux étaient des reliques d'Antoninus, vénéré auparavant en Aquitaine, d'où elles avaient été rapportées. Alphonse VI de Castille conféra de nombreux privilèges à Raimundo, le successeur de Bernardo. Pedro (Pierre) d'Agen, amené de France par l'évêque Bernardo de Tolède, succéda à Raimundo. Partisan de la reine Urraca, il fut emprisonné par Alphonse II d'Aragon. En 1113, un concile provincial se réunit à Palencia par l'archevêque Bernardo pour étouffer les désordres de l'époque. Le long et bienfaisant gouvernement de Pedro fut suivi de celui de Pedro II, qui mourut à Almeria et à qui succéda Raimundo II. L'évêque Tello prit part à la bataille de Las Navas de Tolosa en 1212, où Palencia conquit le droit de placer la croix sur le château-fort de son blason.
L'Université de Palencia. Première université de Castille, le studium generale de Palencia fut fondé par Alphonse VIII de Castille ; cependant, l'école ne lui survécut pas longtemps. On a suggéré que le poète du XIIIe siècle Gonzalo de Berceo étudia à l'Université pendant sa courte vie. Ce fut également l'université où Dominique de Guzmán, futur Saint Dominique, fit ses études avant de partir en mission diplomatique en France en 1204. Les professeurs de Palencia furent attirés par l'Université de Salamanque plus florissante.
Les derniers évêques. En 1410, l'évêque Sancho de Rojas combattit à la bataille de Antequera, où l'infant Ferdinand, régent de Castille et de León, battit Mohammed VII, roi de Grenade, et au Traité de Caspe, il aida Ferdinand à s'assurer de la couronne d'Aragon. Saint Vincent Ferrier prêcha à Palencia, convertissant avec tant de succès des milliers de Juifs (selon des sources catholiques) qu'il eut l'autorisation d'utiliser la synagogue pour son nouvel hôpital de San Salvador, réuni plus tard à celui de Saint Antolín.
Parmi les évêques qui suivirent et qui étaient, comme seigneurs féodaux, invariablement membres des familles les plus nobles, on trouve :
- Munio de Zamora
- Sancho de Rojas
- Rodrigo de Velasco (mort en 1435)
- Rodrigo Sánchez de Arévalo, auteur d'une histoire de l'Espagne en latin (1466)
- Pedro de Castilla (1440-1461)
- Iñigo López de Mendoza (1472-1485)
- Fray Alonso de Burgos (1485-1499)
- Fonseca (1505-1514)
- La Gasca (1550-1561)
- Zapata (1569-1577)
- Alvaro de Mendoza

Au sud de la ville, dans le village de Baños de Cerrato, se trouve l'église la plus ancienne de la péninsule ibérique, une basilique du VIIe siècle dédiée à saint Jean et construite par le roi wisigoth Receswinthe (mort en 672).

## Administration

### Conseil municipal
La ville de Palencia est administrée par un conseil municipal (en espagnol : Pleno del Ayuntamiento) de 25 élus.

### Maires depuis 1979
| Mandat    | Maire | Maire                     | Parti | Majorité |
| --------- | ----- | ------------------------- | ----- | -------- |
| 1979-1983 |       | Francisco Jambrina        | UCD   | 14 / 25  |
| 1983-1987 |       | Francisco Jambrina        | AP    | 14 / 25  |
| 1987-1991 |       | Antonio Encinas           | AP    | 11 / 25  |
| 1991-1995 |       | Heliodoro Gallego         | PSOE  | 11 / 25  |
| 1995-1999 |       | Marcelo de Manuel Mortera | PP    | 13 / 25  |
| 1999-2003 |       | Heliodoro Gallego         | PSOE  | 13 / 25  |
| 2003-2007 |       | Heliodoro Gallego         | PSOE  | 13 / 25  |
| 2007-2011 |       | Heliodoro Gallego         | PSOE  | 13 / 25  |
| 2011-2015 |       | Alfonso Polanco           | PP    | 14 / 25  |
| 2015-2019 |       | Alfonso Polanco           | PP    | 10 / 25  |
| 2019-2023 |       | Mario Simón               | Cs    | 3 / 25   |
| 2023-2027 |       | Miriam Andrés             | PSOE  | 10 / 25  |

## Monuments

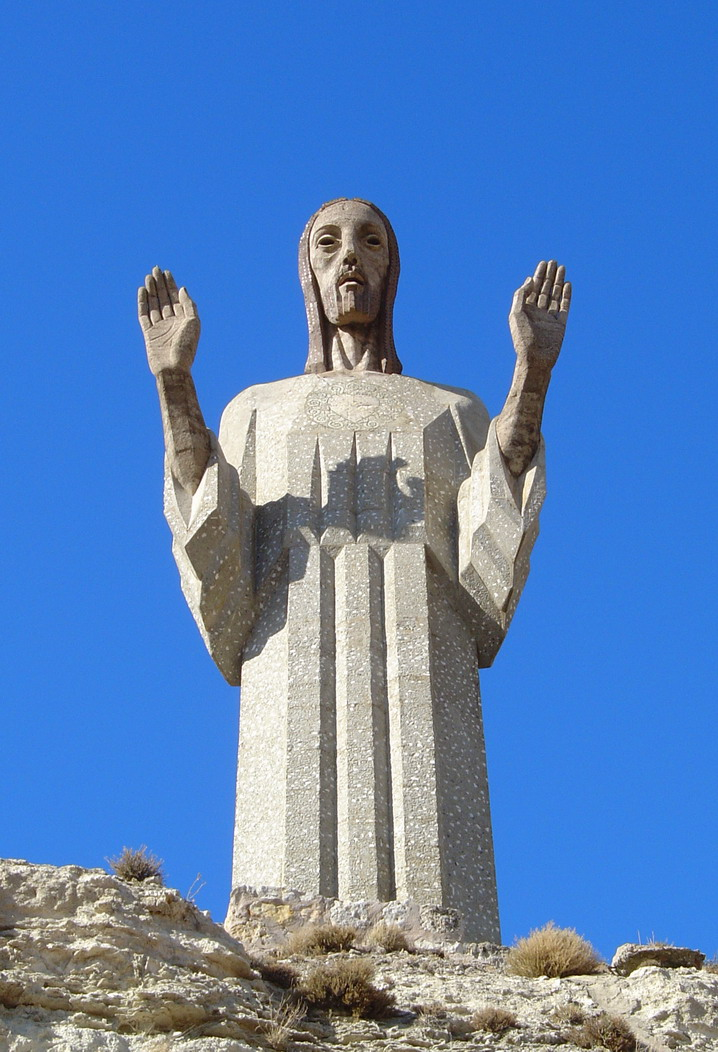
Le Christ del Otero, par Víctorio Macho

On voit encore la trace des anciennes fortifications de la vieille ville, qui étaient hautes de plus de dix mètres ; des alamedas ou promenades ont été établies à leur place en 1778. La cathédrale de style gothique flamboyant, construite de 1321 à 1504 et dédiée à San Antolín (Saint Antonin), se dresse au-dessus de la crypte à voûtes basses wisigothiques ; son musée contient un nombre important d'œuvres d'art, comprenant un retable de douze panneaux de Jean de Flandres, peintre de la cour de la reine Isabelle la Catholique. Le musée archéologique contient des céramiques celtibères. Palencia est aussi renommée pour l'église San Miguel, érigée au XIIIe siècle, et le monastère bénédictin de San Zoilo, installé dans un bâtiment rococo du XVIIIe siècle par Juan de Badajoz.
Le symbole de la ville est le Christ del Otero, une statue de presque 20 mètres. Elle est la représentation du Christ la plus haute du monde après celle de Rio de Janeiro au Brésil. Elle est située sur une colline en banlieue et domine toute la ville. Son auteur, le palentin Victorio Macho (en), l'a sculptée en 1931.

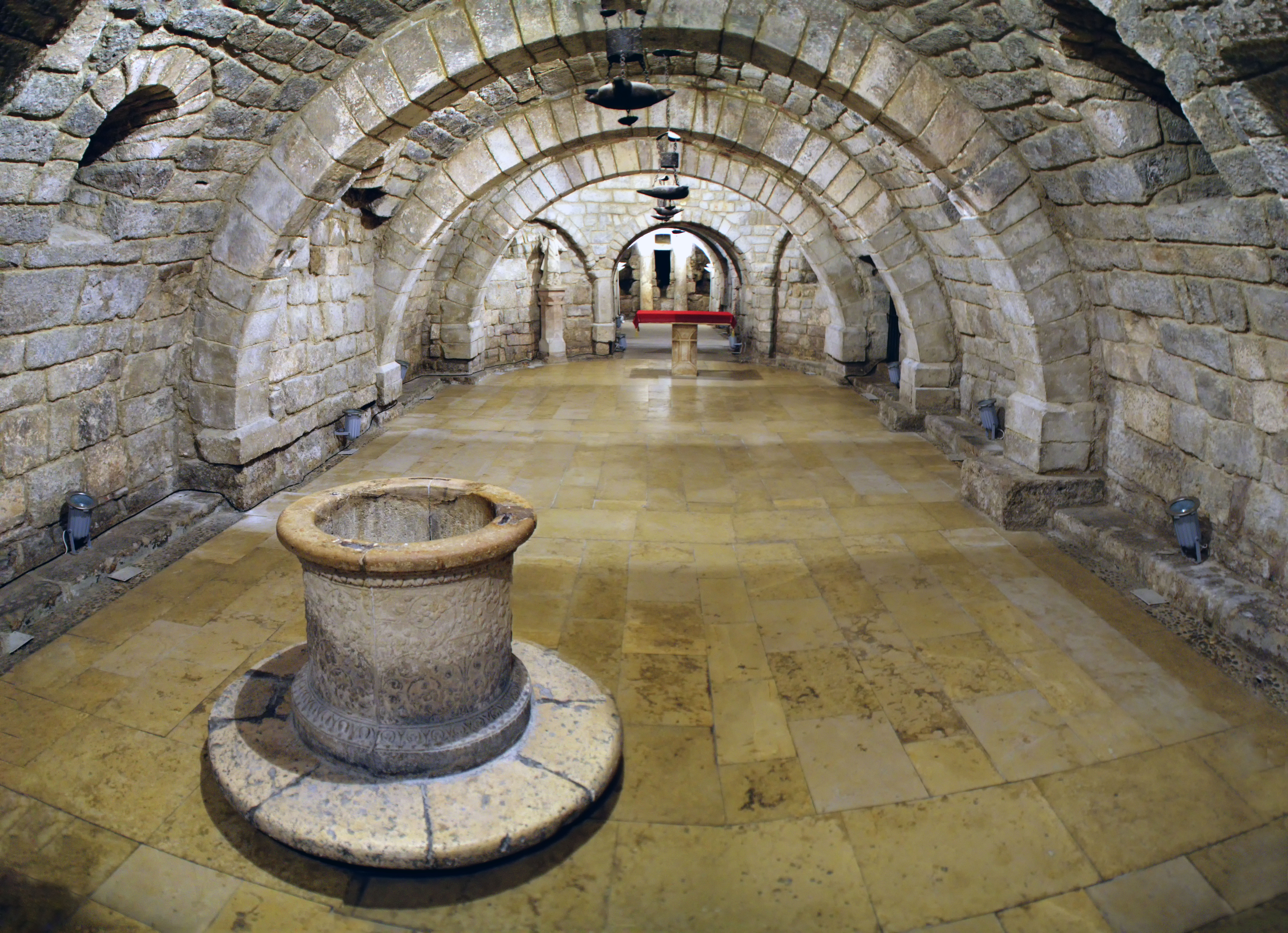
Crypte Wisigothique de Saint Antolin. Palencia.

## Patrimoines religieux
- La Cathédrale San Antolín de Palencia.
- Le Christ del Otero (en).
- L'église Saint-Francisco.
- Le couvent Saint-Pablo.
- Le monastère sainte-Clara

## Économie
Depuis 1978, Palencia accueille une usine Renault chargée notamment de la fabrication de la Mégane. En février 2014, l'usine a célébré sa quatre millionième Mégane sortie de son site de production
Par le passé, l'usine de Palencia a notamment produit les modèles Renault 12 (1978-1981), Renault 18 (1978-1982), Renault 9 et 11 (1982-1988), Renault 21 (1986-1991), Renault 19 (1988-1996) mais aussi les trois premières générations de Mégane.
En 2015, le groupe Renault a annoncé qu'il lançait la production de son nouveau crossover Kadjar à Palencia.

## Personnalités liées à la ville
- Monica Vera, actrice pornographique espagnole;
- Blanche de Castille, belle fille de Philippe Auguste et épouse de Louis VIII;
- Belarmina González Rodríguez (1914-1937), assassinée durant la guerre d'Espagne par les nationalistes avec le groupe de femmes des Roges des Molinar[6];
- Claudina García Pérez (1889-1968) femme politique féministe, candidate du PSOE à Palencia aux élections générales de 1933[7];
- Trinidad Arroyo (1872-1959), scientifique, née à Palencia;
- Carmen García Colmenares (1952-), universitaire, née à Palencia.

## Palencia au cinéma
- 2005 : Saint-Jacques... La Mecque de Coline Serreau

## Jumelages
Palencia est jumelée avec
- Bourges (France)
- Chicago (États-Unis)